# جوزار (كبغيان)
جوزار (بالفارسية: جوزار) هي قرية تقع في إيران في قسم كبغيان الريفي. يقدر عدد سكانها بـ 172 نسمة بحسب إحصاء 2016.